# Albano Paulo
Albano Rodrigues Paulo (né le 6 septembre 1906 à Meruge au Portugal et mort en 1982) est un médecin radiologue, et joueur de football portugais, devenu entraîneur.

## Biographie
Né à Meruge, Albano Rodrigues Paulo débute dans le club de sa ville adoptive, l’Académica, où comme de nombreux joueurs à l’époque, il alterne entre les études et le sport. Sa notoriété en tant que joueur n’est pas flagrante. Il ne réalise que 10 matches officiels avec plusieurs saisons blanches. 
Ayant obtenu son doctorat en radiologie, il quitte le football, à deux exceptions près, où il retourne sur le banc de son club de cœur. On ne lui connaît aucun autre club entraîné. Il reste célèbre pour être l’entraîneur qui remporte la toute première Coupe du Portugal en 1939. 
En championnat national, championnat disputé par seulement huit équipes, il atteint avec l’Académica, la 5e place. Le champion est alors le F.C. Porto. 
Au 1er tour de la Coupe, la « Briosa » élimine le SC Covilhã, puis l'Académico Porto. Le voici donc avec son club en demi-finales, où il rencontre le Sporting CP. Au match aller, il n’arrive pas à motiver ses joueurs et perd à Lisbonne sur le résultat de 2-0. Au match retour, les hommes d’Albano Paulo terrassent les Lions de la capitale en gagnant 5-2. Le 25 juin, c’est la grande finale devant 30 000 spectateurs. Après des débuts difficiles, ses joueurs ne cèdent rien et arrivent à la mi-temps avec un score de parité de un partout. Lors de la pause, il réorganise son équipe, qui dès la première minute prend l’avantage et ne le quitte plus jusqu’au coup de sifflet final. Malgré les festivités, il reste en retrait car alors qu’il mène son équipe à la victoire, sa grand-mère est en train de décéder.

## Statistiques

### Joueur
| Championnats | Championnats | Championnats | Championnats | Championnats | Coupes nationales | Coupes nationales | Coupes continentales | Coupes continentales | Sélection Portugal | Sélection Portugal | Total     | Total     |
| Saison       | Club         | Pays         | Matches      | Buts         | Matches           | Buts              | Matches              | Buts                 | Matches            | Buts               | Matches   | Buts      |
| ------------ | ------------ | ------------ | ------------ | ------------ | ----------------- | ----------------- | -------------------- | -------------------- | ------------------ | ------------------ | --------- | --------- |
| 1924-25      | Académica    | D.I          | 1            | 0            | Néant             | Néant             | Néant                | Néant                | Néant              | Néant              | incomplet | incomplet |
| 1926-27      | Académica    | D.I          | 2            | 2            | Néant             | Néant             | Néant                | Néant                | Néant              | Néant              | incomplet | incomplet |
| 1927-28      | Académica    | D.I          | 2            | 0            | Néant             | Néant             | Néant                | Néant                | Néant              | Néant              | incomplet | incomplet |
| 1929-30      | Académica    | D.I          | 1            | 0            | Néant             | Néant             | Néant                | Néant                | Néant              | Néant              | incomplet | incomplet |
| 1931-32      | Académica    | D.I          | 3            | 0            | Néant             | Néant             | Néant                | Néant                | Néant              | Néant              | incomplet | incomplet |
| 1932-33      | Académica    | D.I          | 1            | 0            | Néant             | Néant             | Néant                | Néant                | Néant              | Néant              | incomplet | incomplet |
| Total        | Total        | Total        | 10           | 2            | incomplet         | incomplet         | incomplet            | incomplet            | incomplet          | incomplet          | incomplet | incomplet |

### Entraîneur
| Résultats | Résultats | Résultats | Résultats | Résultats | Résultats | Résultats | Total       | Total     | Total      |
| Saison    | Club      | Pays      | Victoires | Nuls      | Défaites  | Titres    | % Victoires | % Nuls    | % Défaites |
| --------- | --------- | --------- | --------- | --------- | --------- | --------- | ----------- | --------- | ---------- |
| 1936-37   | Académica |           | 5         | 1         | 8         | 1         | inconnu     | inconnu   | inconnu    |
| 1938-39   | Académica |           | 10        | 3         | 8         | 2         | inconnu     | inconnu   | inconnu    |
| 1939-40   | Académica |           | 8         | 3         | 9         | 1         | inconnu     | inconnu   | inconnu    |
| Total     | Total     | Total     | incomplet | incomplet | incomplet | incomplet | incomplet   | incomplet | incomplet  |

## Palmarès

### En tant que joueur

#### Avec l'Académica de Coimbra
- Vainqueur du Championnat de l’AF Coimbra : 2 fois (1927-28, et 1932-33).

### En tant qu’entraîneur

#### Avec l'Académica de Coimbra
- Vainqueur de la Coupe du Portugal : 1 fois (1939).
- Vainqueur du Championnat de l’AF Coimbra : 3 fois (1936-37, 1938-39, et 1939-40).